# Angelo Maria Ripellino

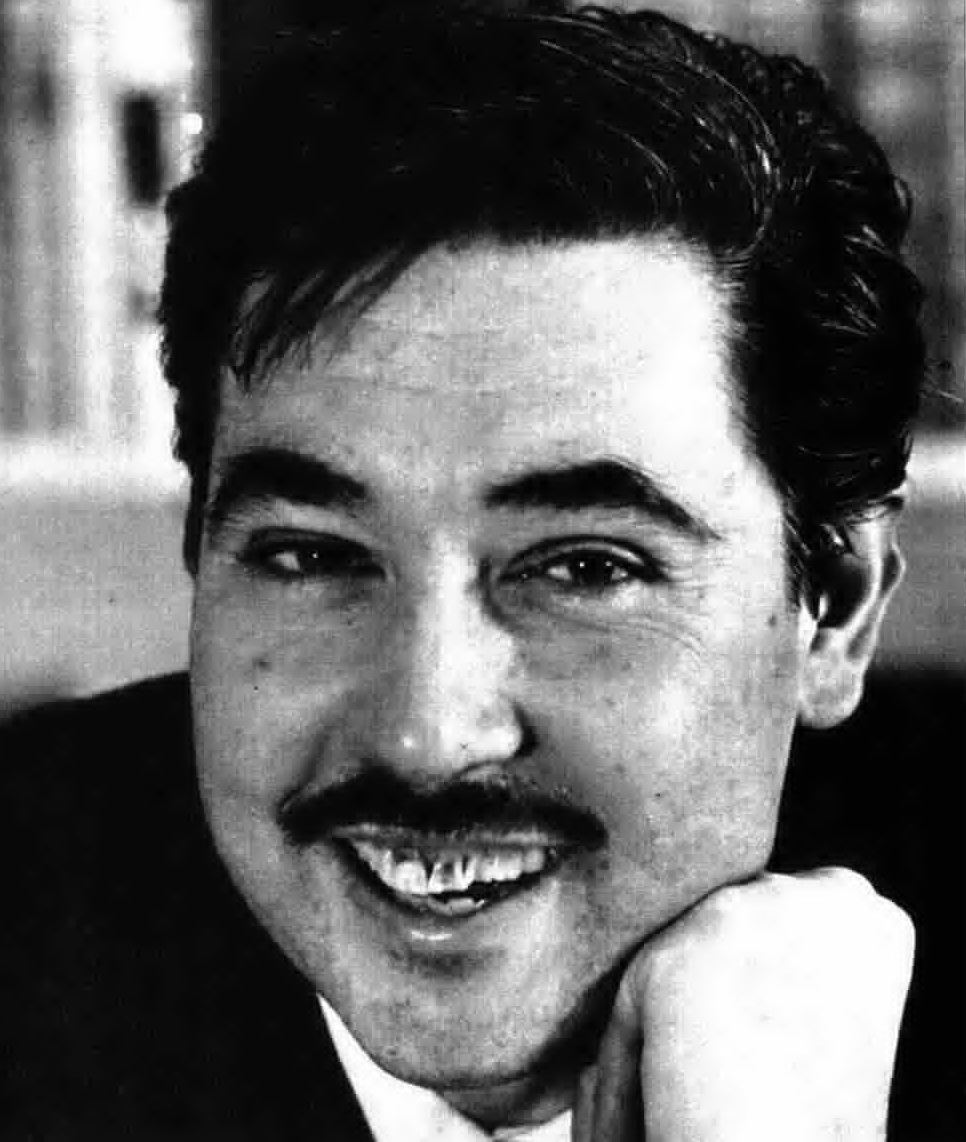
Angelo Maria Ripellino.

Angelo Maria Ripellino (Palermo, 4 de diciembre de 1923 – Roma, 21 de abril de 1978) fue un traductor, ensayista y eslavista italiano.

## Biografía
Ripelino pasó su infancia en Sicilia, primero en Palermo y luego en Mazara del Vallo; pero su familia se trasladó a Roma en 1937. El padre enseñaba italiano en el Instituto Julio César. 
Tras concluir la secundaria, e inscrito en la Facultad de Letras, Ripellino colabora, entre 1940 y 1943, en el Meridiano de Roma y en Maestrale con poesías, ensayos y recensiones. Se gana ya la fama de sabio. De hecho conocerá en el futuro muchas lenguas, será un experto en pintura, teatro y música (clásica o jazz), además de ser un escritor de gran relieve.
Ripellino en sus primeros años se vio atraído por Antonio Machado, Juan Ramón Jiménez y Federico García Lorca. Pero, al ser alumno de Ettore Lo Gatto, famoso eslavista, seguirá esta senda definitiva en su vida. En 1945 concluye una tesis sobre poesía rusa del siglo XX. En 1946 se trasladó a Praga para aprender checo. En un curso en el Istituto di Cultura italiana, Ripellino conoce a Elisa Hlochovà. En 1947 vuelve a la ciudad checa, y participa durante el verano en el Festival Mundial de la Juventud (entre los visitantes se hallaban Enrico Berlinguer e Italo Calvino, quien se convertirá en su amigo). Vuelve a Italia con Elisa, se casan el 25 de octubre de 1947 en Roma. Juntos trabajarán en la edición de autores checos.
Ripellino fue contratado como profesor de Filología Eslava y lengua checa en Bolonia, en donde permanecerá hasta 1952. Desde entonces enseñó lengua y literatura rusa en distintos centros de Roma. Tras un viaje a Praga captó la naturaleza del estalinismo; consolidó asimismo la amistad con el poeta Vladimir Holan que, en 1964, le dedicará Na postupu.
Durante la década de los cincuenta asesoró a Giulio Einaudi sobre autores eslavos. En 1957, viajó a la Unión Soviética, dado el deshielo de Nikita Jrushchov. Su salud no era buena y sufrió de tuberculosis y hubo de operarse desde joven. En 1964, tuvo una recaída. Ripellino siguió traduciendo y enseñando hasta el final de su vida. Apoyó a los checos en 1968 y participó en un homenaje a Dubček. Murió en 1978 de un colapso cardio-circulatorio. 
Ripellino colaboró en muchas revistas: especializadas en eslavística, como Russia, Iridion, La cultura soviética, Ricerche slavistiche, o bien culturales, como Convivium, La strada y La Fiera Letteraria (en 1947, ya había enviado un ensayo a esta famosa publicación). 
Sus libros de crítica literaria siempre son lecturas apasionadas de decenas de autores; de hecho son ensayos creativos de un gran poeta y un gran profesor cuyo eco se ha mantenido por muchos años. Es una figura capital del internacionalismo literario de Italia.

## Obra
- Storia della poesia ceca contemporanea, 1950, primer libro.
- Poesia straniera del novecento, Garzanti, 1958, trad. y notas de Ripellino.
- Majakovskij, Einaudi, 1959. Trad.: Mayakovsky y el teatro ruso de vanguardia, Sevilla, Doble J, 2005, ensayos de literatura.
- Non un giorno ma adesso, 1960, poesía.
- Nuovi poeti sovietici, 1961, antología para Einaudi.
- Il trucco e l'anima, Einaudi, 1961, ensayos narrativos sobre escritores rusos del siglo XX.
- La Fortezza d'Alvernia, 1967, poesía.
- Letteratura come itinerario del meraviglioso, Einaudi, 1968. Tr.: Sobre literatura rusa. Itinerario a lo maravilloso, Barral, 1970, ensayos de literatura.
- Notizie dal diluvio, Einaudi, 1969, poesía.
- Praga magica, Einaudi, 1973. Trad.: 'Praga magica, Seix-Barral, 2006, ensayo y relato poemático.
- Storie del bosco boemo, 1975, cuentos.
- Lo splendido violino verde, Einaudi, 1976, poesía.
- Autunnale barocco, 1977, poesía.
- Saggi in forma di ballate, Einaudi, 1978, ensayos de literatura rusa, checa y polaca.
- L'arte della fuga, Guida, 1987, ensayos póstumos de literatura.